# Parinari papuana
Espèce
Synonymes
- Parinari papuana subsp. papuana[1]

Parinari papuana est une espèce de plantes à fleurs de la famille des Chrysobalanaceae.

## Liste des sous-espèces
Selon World Checklist of Selected Plant Families (WCSP) (11 avril 2019), Catalogue of Life (11 avril 2019) et Tropicos (11 avril 2019) (Attention liste brute contenant possiblement des synonymes) :
- Parinari papuana subsp. papuana
- Parinari papuana subsp. salomonensis (C.T.White) Prance (1987)
- Parinari papuana subsp. whitei Prance (1987)

## Publication originale
- Journal of the Arnold Arboretum 31(1): 86–87. 1950.